# Antoni Żyromski
Antoni Żyromski (ur. 4 stycznia 1897 w Folwarkach, zm. wiosną 1940 w Charkowie) – kapitan artylerii Wojska Polskiego, kawaler Orderu Virtuti Militari, ofiara zbrodni katyńskiej.

## Życiorys
Urodził się w Folwarkach, w ówczesnym powiecie buczackim Królestwa Galicji i Lodomerii, w rodzinie Wincentego i Rozalii z Wagnerów. Miał siedmioro rodzeństwa. Starszy brat Julian (ur. 5 grudnia 1894 w Folwarkach) był majorem lekarzem Wojska Polskiego, odznaczonym Krzyżem Walecznych, pełniącym służbę w 62 Pułku Piechoty w Bydgoszczy na stanowisku starszego lekarza, który poniósł śmierć w wyniku działań wojennych .
Antoni ukończył szkołę powszechną w Monasterzyskach. W latach 1910–1914 był członkiem Drużyn Bartoszowych. We wrześniu 1914 zgłosił się do Legionów Polskich, jednak nie został przyjęty ze względu na zły stan zdrowia. Wstąpił więc do armii austriackiej. Od 1916 w Legionach Polskich, w baterii szkolnej 1 pułku piechoty. Po likwidacji tej baterii przeniesiony do 1 baterii 1 pp. Po kryzysie przysięgowym internowany na Węgrzech, następnie ponownie wcielony do armii austriackiej.
Od czerwca 1919 w Wojsku Polskim, w 4 pułku artylerii polowej. W jego szeregach walczył na wojnie z bolszewikami. Po zakończeniu wojny nadal służył w 4 pap. Ukończył Oficerską Szkołę dla Podoficerów w Bydgoszczy. 26 sierpnia 1924 Prezydent RP mianował go podporucznikiem ze starszeństwem z dniem 31 sierpnia 1924 i 7. lokatą w korpusie oficerów artylerii, a minister spraw wojskowych wcielił do 24 pułku artylerii polowej w Jarosławiu. 17 września 1926 został awansowany na stopień porucznika ze starszeństwem z dniem 31 sierpnia 1926 i 5. lokatą w korpusie oficerów artylerii. W marcu 1931 został przeniesiony do 21 pułku artylerii lekkiej w Bielsku na Śląsku. Na stopień kapitana został mianowany ze starszeństwem z dniem 1 stycznia 1936 i 60. lokatą w korpusie oficerów artylerii. W marcu 1939 pełnił służbę w III dywizjonie 21 pal w Oświęcimiu na stanowisku pomocnika dowódcy dywizjonu do spraw gospodarczych.

W czasie kampanii wrześniowej 1939 walczył w 5 dywizjonie artylerii konnej. Po agresji ZSRR na Polskę wzięty do niewoli przez Sowietów i osadzony w obozie w Starobielsku. Wiosną 1940 został zamordowany przez funkcjonariuszy NKWD w Charkowie i pogrzebany w jednej z bezimiennych mogił zbiorowych w Piatichatkach, gdzie od 17 czerwca 2000 mieści się oficjalnie Cmentarz Ofiar Totalitaryzmu w Charkowie. Figuruje na Liście Starobielskiej NKWD, pod poz. 1128.
5 października 2007 minister obrony narodowej Aleksander Szczygło mianował go pośmiertnie na stopień majora. Awans został ogłoszony 9 listopada 2007 w Warszawie, w trakcie uroczystości „Katyń Pamiętamy – Uczcijmy Pamięć Bohaterów”.

## Ordery i odznaczenia
- Krzyż Srebrny Orderu Virtuti Militari nr 3516[21]
- Krzyż Walecznych[21]
- Medal Niepodległości – 4 lutego 1932 „za pracę w dziele odzyskania niepodległości”[22]
- Srebrny Krzyż Zasługi – 1938[23]
- Medal Pamiątkowy za Wojnę 1918-1921 „Polska Swemu Obrońcy”
- Medal Dziesięciolecia Odzyskanej Niepodległości